# Prowincja Chainat
Chainat (taj. ชัยนาท) – jedna z centralnych prowincji (changwat) Tajlandii. Sąsiaduje z prowincjami Nakhon Sawan, Sing Buri, Suphanburi i Uthai Thani.